# Ophichthus maculatus
Ophichthus maculatus is een straalvinnige vissensoort uit de familie van slangalen (Ophichthidae). De wetenschappelijke naam van de soort is voor het eerst geldig gepubliceerd in 1810 door Rafinesque.